# Verursachungsgerechtigkeit
Die synonymen Begriffe Verursachungsgerechtigkeit und Kostenwahrheit beschreiben einen Zustand in der Volkswirtschaftslehre, in dem nach dem Verursachungsprinzip alle Kosten, die infolge eines Tuns oder Unterlassens entstehen, von den Verursachern getragen werden. Verursachungsgerechtigkeit ist somit das Resultat der Internalisierung sämtlicher Kosten, und internalisierte externe Effekte können Indikator für Verursachungsgerechtigkeit sein.
Fehlende Verursachungsgerechtigkeit kann (wie auch Externalitäten) zu Marktverzerrungen und Marktversagen führen und staatliches Eingreifen erfordern.
Fälschlicherweise wird das Wort Kostengerechtigkeit als Synonym für Kostenwahrheit verwendet.

## Geschichte des Begriffs Kostenwahrheit
Kostenwahrheit ist erstmals in den 90er Jahren in den Verhandlungen über die Transitverträge zwischen Österreich und der Europäischen Wirtschaftsgemeinschaft aufgekommen. Damals war von „Kostenunwahrheit“ die Rede, die dadurch entstünde, dass dem LKW-Transitverkehr die „wahren Kosten“ nicht angelastet würden, die Bahn allerdings die kompletten Kosten selbst zu tragen hätte. Somit hätte der Strassentransport den Vorteil, dass er seine Kosten nicht zu 100 % selbst finanzieren muss.
Tatsächlich trägt der Lkw-Verkehr nur rund 30 % der von ihm verursachten Kosten. Im untergeordneten Straßennetz beträgt die Kostendeckung gar nur 18 %.
In der Schweiz deckt der Schwerverkehr seine externen Kosten mit der Leistungsabhängigen Schwerverkehrsabgabe (LSVA) zu 100 %. Eine Erhöhung im Jahr 2009 durch die zuständige Behörde führte zu einem jahrelangen Rechtsstreit über die Berechnungsmethoden, insbesondere zu Unfall- und Staukosten. Das Bundesgericht bestätigte am 8. August 2013 die Rechtmäßigkeit der Erhöhung.

## Eruieren der Verursachungsgerechtigkeit
Bei der Messung oder Schätzung der Höhe der Kosten bzw. der Verursachungsungerechtigkeit können – je nach Verfahren − Differenzen auftreten. Beeinflusst durch wirtschaftliche Interessen oder politische Absichten können weitere Uneinigkeiten aufkommen, und folglich ist das, was Teil der Kosten und deren Höhe ist, typischerweise umstritten. Das heißt, es gibt keine allgemeingültige Verursachungsgerechtigkeit.
Die Ökonomen Reiner Eichenberger und David Stadelmann erklärten Anfang 2020, dass das Klimaproblem durch Kostenwahrheit „erstaunlich leicht zu bewältigen“ wäre. Zukünftige Schäden müssten hierfür wissenschaftlich geschätzt und ausnahmslos allen heutigen Verursachern über eine CO2-Steuer in Rechnung gestellt werden.

## Zitate
Es ist unvernünftig, Kartoffeln von Deutschland nach Italien zu karren, sie dort zu reinigen und dann wieder zurück zu transportieren, um Pommes frites herzustellen. Betriebswirtschaftlich kann eine solche Rechnung nur aufgehen, wenn der Schwerverkehr auf der Strasse nicht seine vollen Kosten decken muss. Weil Mobilität generell zu billig ist, entsteht Anreiz für immer mehr fragwürdigen Verkehr.
Moritz Leuenberger (Schweizer Verkehrsminister), UMWELT 1/2001, zur Problematik der fehlenden Kostenwahrheit im Schwerverkehr und mit Verweis auf die korrigierende LSVA.